# Ron Bartlett
Ron Bartlett é um sonoplasta estadunidense. Foi indicado ao Oscar de melhor mixagem de som pelo filme Life of Pi, ao lado de Doug Hemphill e Drew Kunin. Seu trabalho como engenheiro de som já coleciona 150 obras cinematográficas.